# Eduard Boss (Maler, 1873)
Eduard Boss (* 25. Dezember 1873 in Muri bei Bern; † 4. April 1958 in Bern) war ein Schweizer Maler und Zeichner. Er gehörte nach dem Ersten Weltkrieg zu den bekanntesten Schweizer Malern und war von 1922 bis 1926 Mitglied der Eidgenössischen Kunstkommission.

## Leben
Eduard Boss war das jüngste von 10 Kindern des Ehepaares Christian Boss (gestorben am 24. Juli 1904) und Elisabeth Boss-Reusser (gestorben am 24. März 1890). Die Familie lebte ab Herbst 1857 in Muri bei Bern, wo der Vater zum Oberlehrer gewählt worden war, im sogenannten Lehrerstöckli, einem Haus an der Strasse gegenüber der Kirche.
Gleich wie sein älterer Bruder Gottfried (1857–1883) erhielt Eduard Boss eine erste Grundausbildung in Zeichnen und Malen an der Kunstgewerbeschule Bern. 1890–1891 studierte er an der Ecole des Beaux-Arts in Genf (u. a. bei Barthélemy Menn), 1892–1896 an der Akademie der Bildenden Künste München (u. a. bei Julius Diez).
1897 verheiratete sich Eduard Boss mit Ida Flach; sie nahmen Wohnsitz in Münsingen. Dort begann eine fruchtbare Schaffensperiode des Künstlers.
Seine Studienreisen führten ihn auch nach Paris, wo er vermutlich  einige Zeit Schüler Paul Cézannes war. 1903 kehrte er in die Schweiz zurück und wohnte ab 1907 in Bern.
Boss war ein Repräsentant der von Ferdinand Hodler geführten «Berner Schule» zu der auch Traugott Senn, Adolf Tièche, Emil Cardinaux, Ernst Linck, Emil Prochaska (1874–1948) und Max Eugen Brack (1878–1950) gehörten.

## Werk

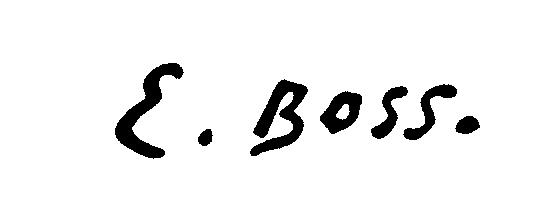
Unterschrift von Eduard Boss

Eduard Boss wählte vorwiegend Motive aus seiner näheren Umgebung: die Landschaft des Aaretals, Bauern und Arbeiter. Daneben schuf er Portraits und Selbstbildnisse sowie Stillleben. Vor allem in den Werken um 1910 ist eine stilistische Verwandtschaft mit Ferdinand Hodler festzustellen, dem er freundschaftlich verbunden war.
Auswahl von Werktiteln:
- Im Ghetto von Rom (1882)
- Der Pflüger (1902)
- Der Redner (1913/14 als Wandgemälde im Unionssaal des Volkshauses Bern, seit 2013 im Restaurant Volkshaus 1914, Bern. Gemäss Zeitzeugen stellt die zentrale Figur auf dem Bild den bekannten „Weberpfarrer“ Howard Eugster dar.)
- Der Heckenscherer (1910)
- Aarelandschaft mit Blick auf die Alpen (1913)
- Die Steinhauer (vor 1914)
- Die Hochwacht (1933, Wandgemälde, im Restaurant Gurten-Kulm, Gemeinde Köniz)

## Ausstellungen (Auswahl)
- 1927: Ausstellung neuer Werke von E. Boss, Wagner & van Mens, Bern
- 1934: Gesamtausstellung Eduard Boss, Kunsthalle Bern, Bern
- 1949: Weihnachtsausstellung bernischer Maler und Bildhauer, Kunsthalle Bern, Bern